# Eileen Simpson
Eileen Simpson, rodným jménem Eileen Patricia Mulligan, (1918 – 21. října 2002) byla americká spisovatelka. Narodila se v New Yorku a její matka zemřela jedenáct měsíců po dceřině narození. Později ji a její sestru otec odeslal do kláštera, neboť nebyl schopen se o potomky starat. Zemřel čtyři roky poté. V letech 1942 až 1956 byla manželkou básníka Johna Berrymana. V roce 1960 se provdala za bankéře Roberta Simpsona. Roku 1982 vydala knihu Poets in Their Youth. Svou poslední knihu, které nesla název Late Love: A Celebration of Marriage After 50, vydala v roce 1994.